# Грутфонтейн
Грутфонтейн (на африкаанс: Grootfontein) е град в североизточна Намибия в състава на регион Очосондюпа. През него минава главен път А8 свързващ столицата Виндхук с Ивица Каприви. На африкаанс името на града означава „голям извор“ – в близост до града има голям топъл извор. Населението на града е 16 632 жители (по данни от 2011 г.).

## Описание
През 1885 г. тук се установяват 40 бурски семейства. Тяхната цел е била да колонизират територии от днешна Ангола, но след като там се установяват португалците те се оттеглят на юг.
Подобно на всички градове в триъгълника Отави и в Грутфонтейн е много зелено през лятото, но е сухо през зимата. През пролетта дърветата жакаранда и Delonix regia разцъфват и създават неописуема гледка. През 1896 г. градът със своя форт се превръща в седалище на немската армия. Днес сградата е превърната в музей на историята на района. Икономически стимул десетилетия наред за района са представлявали мините Berg Aukas и Abenab намиращи се северно от града. Преди да бъдат затворени от тях са добивани цинк и ванадий. В района на мините са се образували доломити и карбонатни отлагания в горните части. В тях се откриват интересни вкаменелости от същински маймуни или човекоподобни същества, които са живели милиони години преди да еволюира съвременния човек.
На двадесет и четири километра западно от града лежи огромният метеорит Хоба. С тегло над 60 тона той е най-големият известен метеорит на Земята, а също и най-големия къс желязо, за който е известно, че съществува на повърхността на планетата.

## Транспорт
Грутфонтейн е важен елемент от националната железопътна система Транс Намиб. Тук е изградена военната база, която е помещавала няколко единици от армията на ЮАР. Изградено е летище, което може да обслужва големи транспортни самолети като Херкулес C130, както и малки търговски и пътнически самолети.